# Myagmarsuren Baasankhuu
Myagmarsuren Baasankhuu (né le 16 avril 1991) est un coureur cycliste mongol. Il participe à des compétitions sur route et en VTT.

## Palmarès sur route

### Par année
- 2009
  -  Champion de Mongolie sur route juniors
  - 2e du championnat de Mongolie du contre-la-montre juniors
- 2011
  -  Champion de Mongolie du contre-la-montre
- 2014
  - 2e du championnat de Mongolie du contre-la-montre
- 2016
  -  Champion de Mongolie sur route
- 2021
  - 6e étape du Tour de Mongolie
- 2023
  - 23e étape de la HTV Cup
  - 9e étape du Tour of Tea Horse Road

### Classements mondiaux
| Année                                 | 2011 | 2012 | 2013 | 2014 | 2015 | 2016 | 2017  | 2018  | 2019 | 2020  | 2021  | 2022  | 2023  | 2024  |
| ------------------------------------- | ---- | ---- | ---- | ---- | ---- | ---- | ----- | ----- | ---- | ----- | ----- | ----- | ----- | ----- |
| Classement mondial                    |      |      |      |      |      | 658e | 2997e | 2878e | nc   | 1089e | 2718e | 1211e | 1024e | 1905e |
| UCI Asia Tour                         | 164e | nc   | nc   | 370e | 260e | 78e  | 632e  | 726e  | nc   | 59e   | 226e  | 82e   | 71e   | nc    |
|                                       |      |      |      |      |      |      |       |       |      |       |       |       |       |       |
| Légende : nc = non classéSource : UCI |      |      |      |      |      |      |       |       |      |       |       |       |       |       |

## Palmarès en VTT

### Championnats nationaux
- 2015
  -  Champion de Mongolie de cross-country
- 2021
  - 2e du championnat de Mongolie de cross-country marathon
  - 3e du championnat de Mongolie de cross-country